# Pásztory Dóra
Pásztory Dóra (Nagyatád, 1984. április 4. – ) kétszeres paralimpiai bajnok úszó. 2000-ben a sydney-i paralimpián 200 m-es vegyesúszásban aranyérmet, 100 m-es pillangóúszásban bronzérmet szerzett, majd a 2004-es athéni paralimpián 200 m-es vegyesúszásban aranyérmet, 100 m-es hátúszásban és 100 m-es pillangóúszásban egy-egy ezüstérmet szerzett. 2005-ben visszavonult, jelenleg újságíróként dolgozik.

## Pályafutása
Születése után derült ki, hogy a kislány mindkét karja hiányosan fejlett, de a családja sosem éreztette vele, hogy más lenne, mint a többi egészséges ember. Családjával később Pécsre költözött. Gyógytornásza javaslatára kezdett el úszni hatévesen, bár eleinte víziszonya volt. Tizenegy évesen kezdett el rendszeresen úszóedzésekre járni és hamarosan meg is nyerte első úszóversenyét. Innentől kezdve minden versenyt megnyert, ahol elindult. Edzője Petrov Anatolij volt.
A 2000-es sydney-i paralimpián is elindult, ahol egy arany- és egy bronzérmet nyert, előbbit 200 m-es vegyes, utóbbit 100 m-es pillangóúszásban. Ezen sikerek hozták el számára az ismertséget. Egy évvel később, a 2001-es stockholmi Európa-bajnokságon két ezüstérmet nyert, amit ő kudarcként értékelt, mert több szorgalommal képes lett volna a győzelemre is, ezért egy időre abbahagyta az úszást. Háromnegyed éves kihagyás után, önbizalmát visszaszerezve kezdett el újra úszni. Sokat segített, hogy tizennyolcadik születésnapján ünnepséget rendeztek, ahova minden közeli ismerőse és tisztelője eljött, ebből jött rá, hogy nem az aranyérem miatt szeretik. Ugyanekkor teljesült egy korábbi vágya: Harkányban ép sportolókkal úszott váltóban, és végül saját meglepetésére is bronzérmes lett. Argentínában, a világbajnokságon már aranyérmet nyert.
Dóra a Sydney-i győzelmek után tagja lett a Baranya Megyei Olimpikonok Klubjának, ahonnan azonban egy évre rá gyakorlatilag "kiutálták" egy szavazás keretében, mondván a paralimpiai sportolók teljesítménye nem mérhető össze az olimpikonokéval. Dunai János, a klub elnöke a pécsi sportmúzeum megnyitója előtt a döntést közölte is Dórával. A kijelentésnek azonban voltak fültanúi, így a felháborító intézkedés publicitást is kapott, aminek következtében a baranyai klub megszűnt, Dóra viszont az Úszószövetség tiszteletbeli tagja lett.
2003-ban a pécsi Janus Pannonius Gimnáziumban érettségizett.
2004-ben, az athéni paralimpián ismét indult, és újabb sikereket ért el: 200 m-es vegyesúszásban aranyat, 100 m-es hátúszásban és 100 m-es pillangóúszásban ezüstöt szerzett. Innentől figyelt fel rá igazán a média, és lett a paralimpia, illetve a parasport meghatározó személyisége. Ezután kapta meg a Magyar Köztársasági Érdemrend tisztikeresztjét is, melyet 2016 augusztusában 111 másik kitüntetettel együtt visszaadott, mivel nem értettek egyet azzal, hogy Bayer Zsolt is megkapta az elismerést.
2005-ben visszavonult az aktív sporttól, megkezdte egyetemi tanulmányait, majd a Eurosport csatorna szakkommentátoraként dolgozott. Fontosnak tartja a fogyatékkal élő emberek társadalomba való illeszkedését és az ép emberek felvilágosítását. Ennek érdekében mint érintett többször tartott előadást gyerekeknek, vett részt rendezvényeken, és erre a jövőben is nagy hangsúlyt fektet.
2016-ban az ELTE BTK kommunikáció szakán diplomázott le, szakdolgozatát a parasportok médiareprezentációjából írta.
2015 óta a WMN online magazin munkatársa.

## Díjai
- Az év parasportolója (2000)[1]
- A Magyar Köztársasági Érdemrend lovagkeresztje (2000)[1] - 2016. 08. 23-án visszaadta.[2]
- Baranya Megye Testnevelési és Sportdíja (2001)[1]
- A Magyar Köztársasági Érdemrend tisztikeresztje (2004)[1]
- Az év paraúszója (2004)[1]
- A magyar úszósport hírességek csarnokának tagja (2018)[4]

## Családja
Férjével, Ferenci Mártonnal 2013 májusában kötött házasságot, gyermekük, Barnabás 2013 decemberében született.